# Toru Tsuzuki
Toru Tsuzuki (続木徹, Tsuzuki Toru, circa 1955) is een Japanse jazz- en fusionmuzikant die piano en keyboard speelt.

## Biografie
Toru Tsuzuki speelde vanaf de jaren zeventig in de Japanse jazzscene, onder andere met Hiroshi Hatsuyama (スマイル , oftewel Smile, Aketa's Disk 1977), Tamami Koyake (Windows – Tamami Meets Coryell, 1983), Masahiko Ozu (Dolphin Dance, 1983), June Yamagishi (My Pleasure) en Masaki Matsubara. In 1983 nam hij zijn debuutalbum Neptune op, met Hidefumi Toki, Makoto Saito, Hideo Sekine, Yoichi Hatayama, Kazuhiro Mishima en Porchinh. Met Darek Lane Jackson, Hidefumi Toki, June Yamagishi en Marvin Baker vormde hij eind jaren tachtig de fusionband ChickenShack. In Los Angeles werkte hij in de vroege jaren negentig als toetsenist met de groep Band of Pleasure (met David T. Walker, June Yamagishi, Ko Shimizu, James Gadson en Paulinho Da Costa). In de jazz speelde hij tussen 1977 en 1995 mee op zeven opnamesessies.